# Edifício Altino Arantes
O Edifício Altino Arantes, também conhecido como Farol Santander ou Edifício Banespa, é um arranha-céu em São Paulo, sendo um dos mais altos arranha-céus da cidade e do país.
Construído a partir de 1939 pelo interventor federal Ademar Pereira de Barros para sediar o Banco do Estado de São Paulo (que ocupou o prédio até 2001) e inaugurado oito anos depois, em 27 de junho de 1947, também por Ademar de Barros, quando ele já era governador de São Paulo, foi durante mais de uma década o mais alto da cidade, até ser superado pelo Mirante do Vale, em 1960.
O edifício foi inspirado na arquitetura art déco do Empire State Building, em Nova Iorque. Com 35 andares e 161 metros de altura, foi considerada a maior construção de concreto armado do mundo. Em 2000, o prédio foi incorporado ao patrimônio do Grupo Santander, que comprou o Banespa. Em 2014, a construção foi tombada pelo Conselho de Defesa do Patrimônio Histórico (Condephaat).
O prédio atrai cerca de cinco mil visitantes mensalmente. Sua visita pode ser feita em cinco minutos e o acesso é limitado a grupos pequenos. Do alto do mirante do edifício é possível ter um raio de visão de 360º e que atinge cerca de 40 quilômetros, de onde é possível ver a Serra do Mar, o Pico do Jaraguá, os prédios da Avenida Paulista, além do Vale do Anhangabaú e as principais construções do Centro.

## História

### Projeto

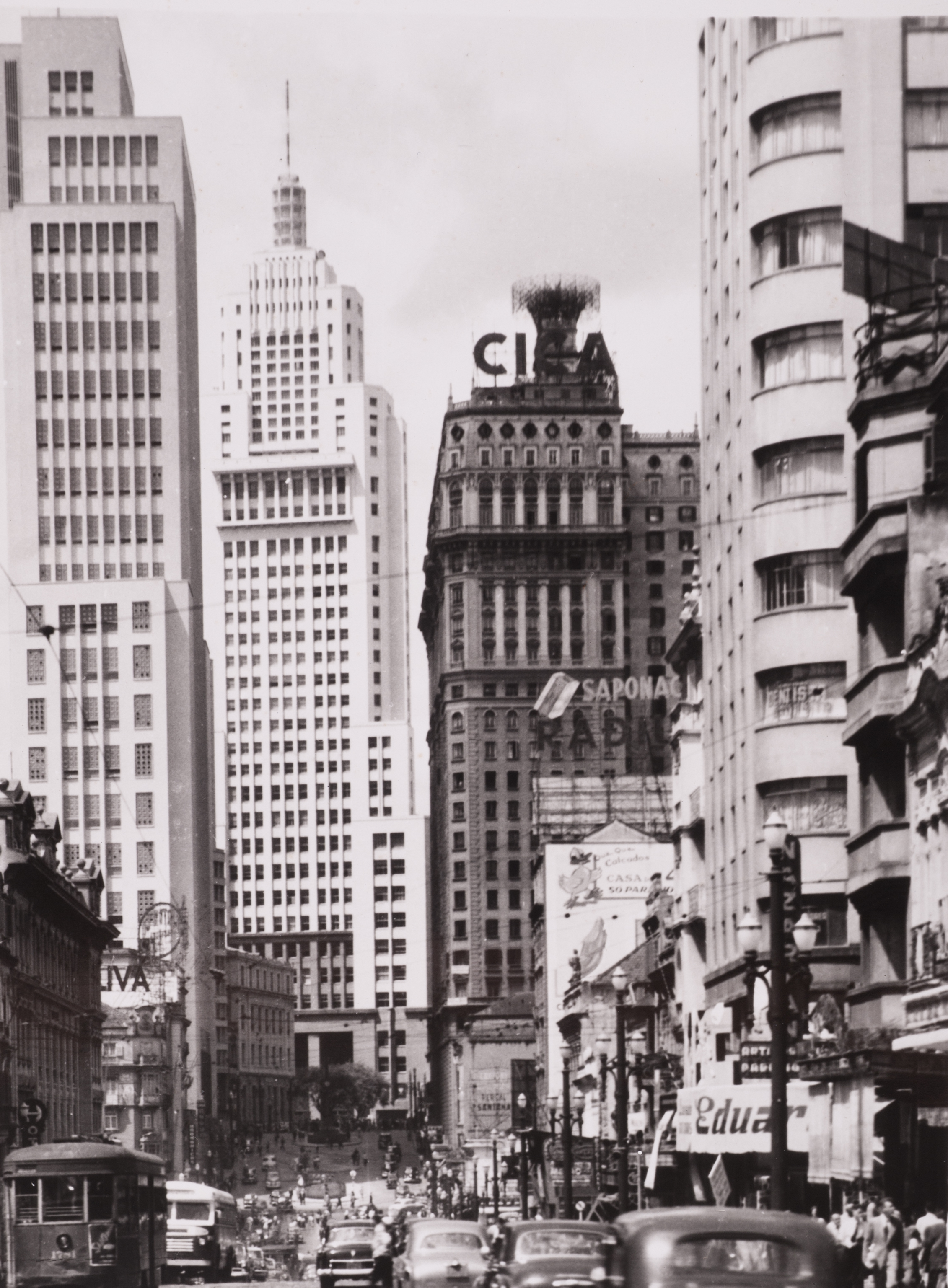
Edifício Altino Arantes em meados do século XX.

Após a sua fundação em 1909, (inicialmente sob o nome de Banco de Crédito Hipotecário e Agrícola do Estado de São Paulo), o Banco do Estado de São Paulo passou por um período de grande expansão e necessitava de uma sede maior para seus negócios. O primeiro local escolhido para tal finalidade ficava na praça Ramos de Azevedo, local um pouco inadequado pois ficava distante do centro bancário da cidade, compreendido pelas ruas São Bento, Rua XV de Novembro, Direita e adjacentes.
Decidida a mudar para a área de mais destaque econômico, a diretoria do banco faz um acordo com a Santa Casa de Misericórdia e compra mais alguns prédios ao redor, que seriam demolidos para dar início a construção do novo edifício-sede na Rua João Brícola. O projeto do novo edifício ficou por conta do engenheiro e arquiteto Plínio Botelho do Amaral, mas foi adaptado pela construtora Camargo & Mesquita pois queriam que o novo prédio fosse semelhante ao Empire State Building, em Nova Iorque.

### Construção

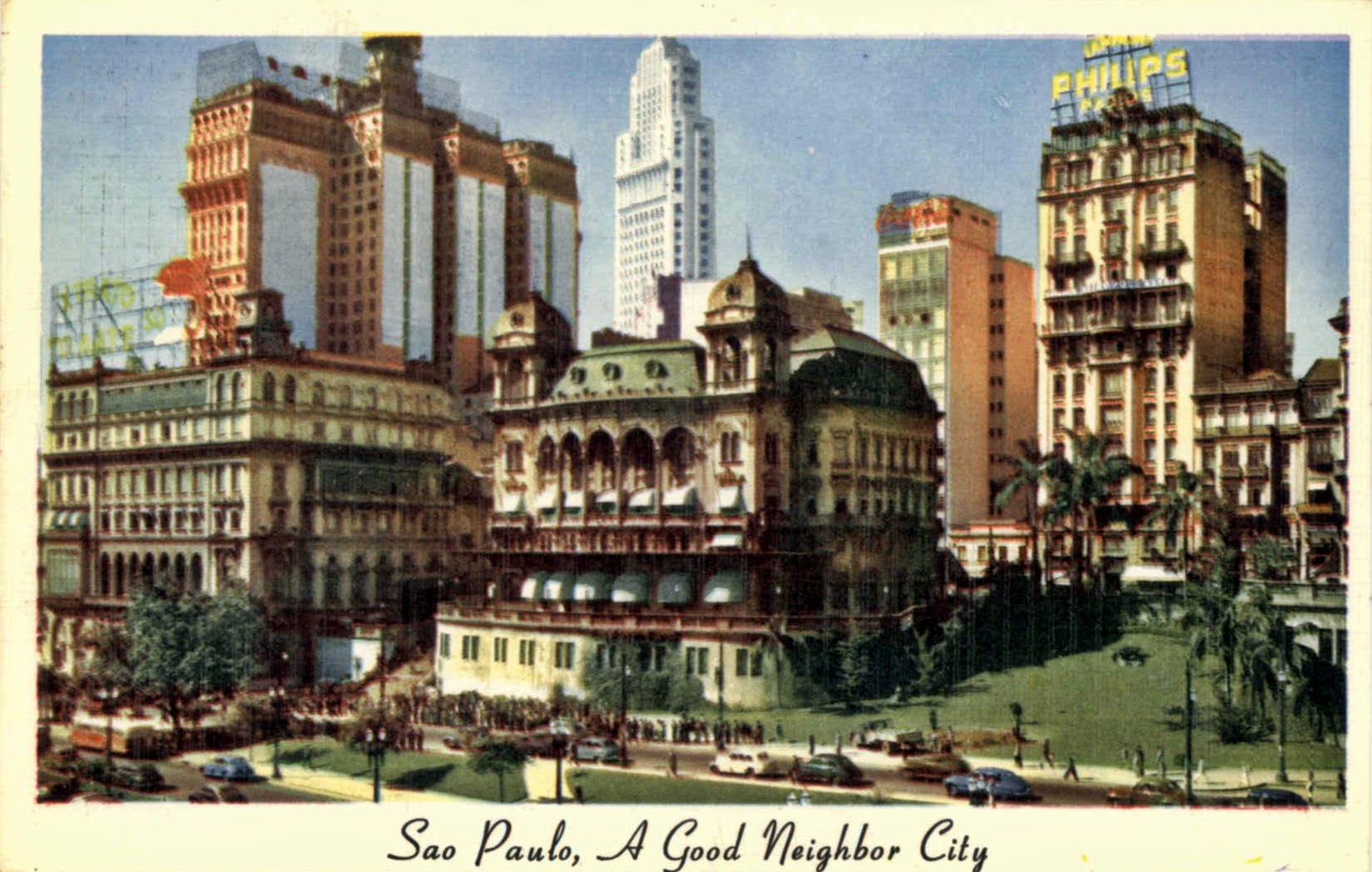
Anhangabaú nos anos 1950, com destaque para o Palacete Prates em primeiro plano e os edifícios Martinelli e o Altino Arantes ao fundo.

As obras tiveram início com o lançamento da pedra fundamental da matriz, em 19 de setembro de 1939. Após quase oito anos, o edifício foi inaugurado em 27 de junho de 1947 já sendo o edifício mais alto de São Paulo, com seus 161,22 metros de altura, título que lhe pertenceu durante quase vinte anos. Durante muito tempo o prédio ficou facilmente identificável devido ao letreiro luminoso que brilhava em seu topo.
Com 161,22 metros de altura, seus 35 andares, 14 elevadores, 900 degraus e 1 119 janelas, em 1948 foi considerado nos anos 40 a maior construção de concreto armado do mundo por uma revista francesa como, pois os demais prédios (incluindo o norte-americano Empire State Building, o maior do mundo na época) eram construções de estrutura metálica ou mistas de metal e concreto.
Nos anos 1950, a torre foi ocupada pela antena retransmissora da TV Tupi. Na década de 1960 teve seu nome mudado para "edifício Altino Arantes", uma homenagem ao primeiro presidente brasileiro do banco, Altino Arantes Marques. Isso porque desde sua fundação, em 1909, até 1919, quando, - na gestão Altino Arantes - o Governo Estadual tornou-se seu acionista majoritário, o banco era controlado por acionistas franceses.

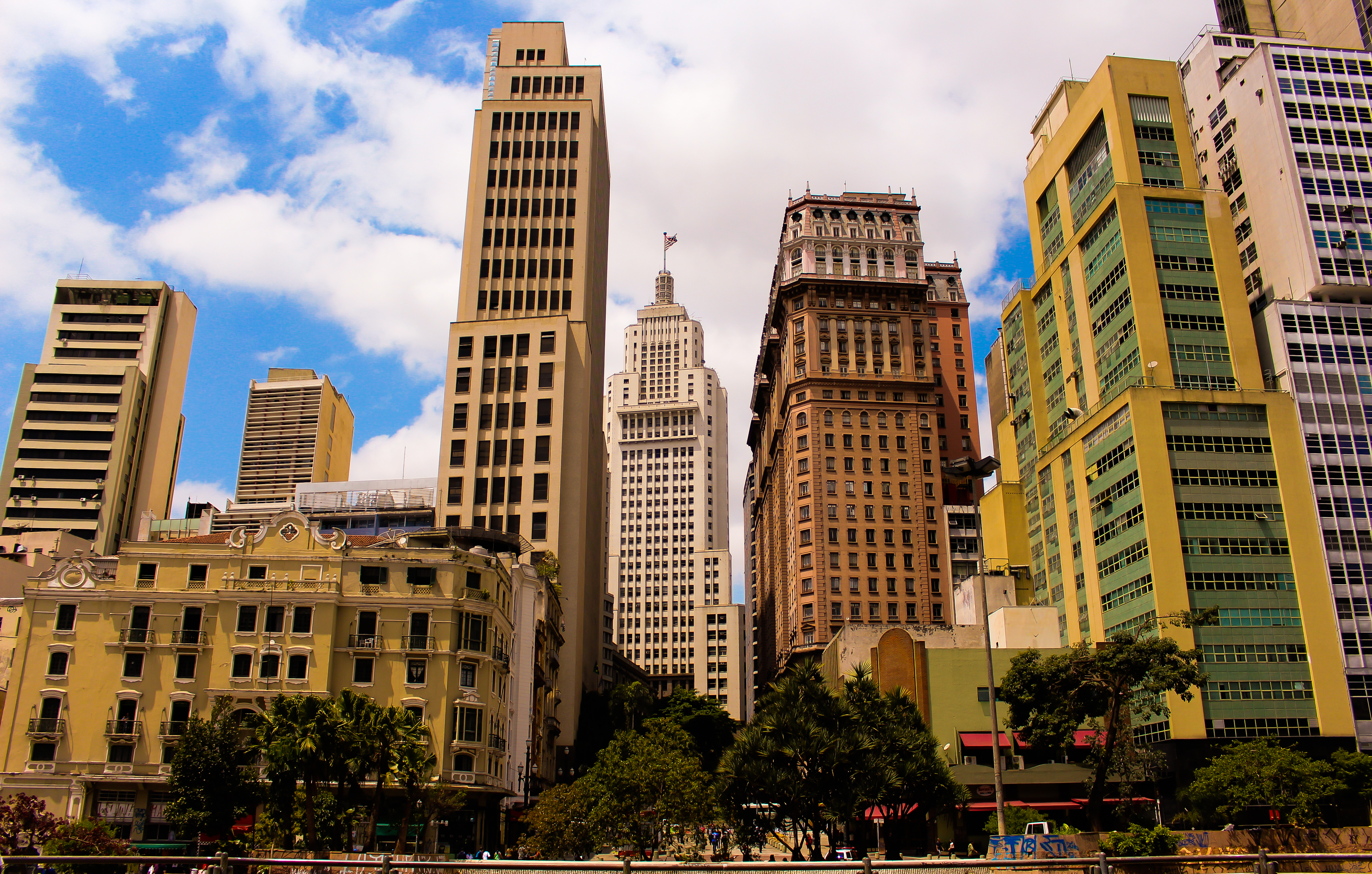
Edifícios do Banco do Brasil (esquerda), Altino Arantes (centro) e Martinelli (direita).

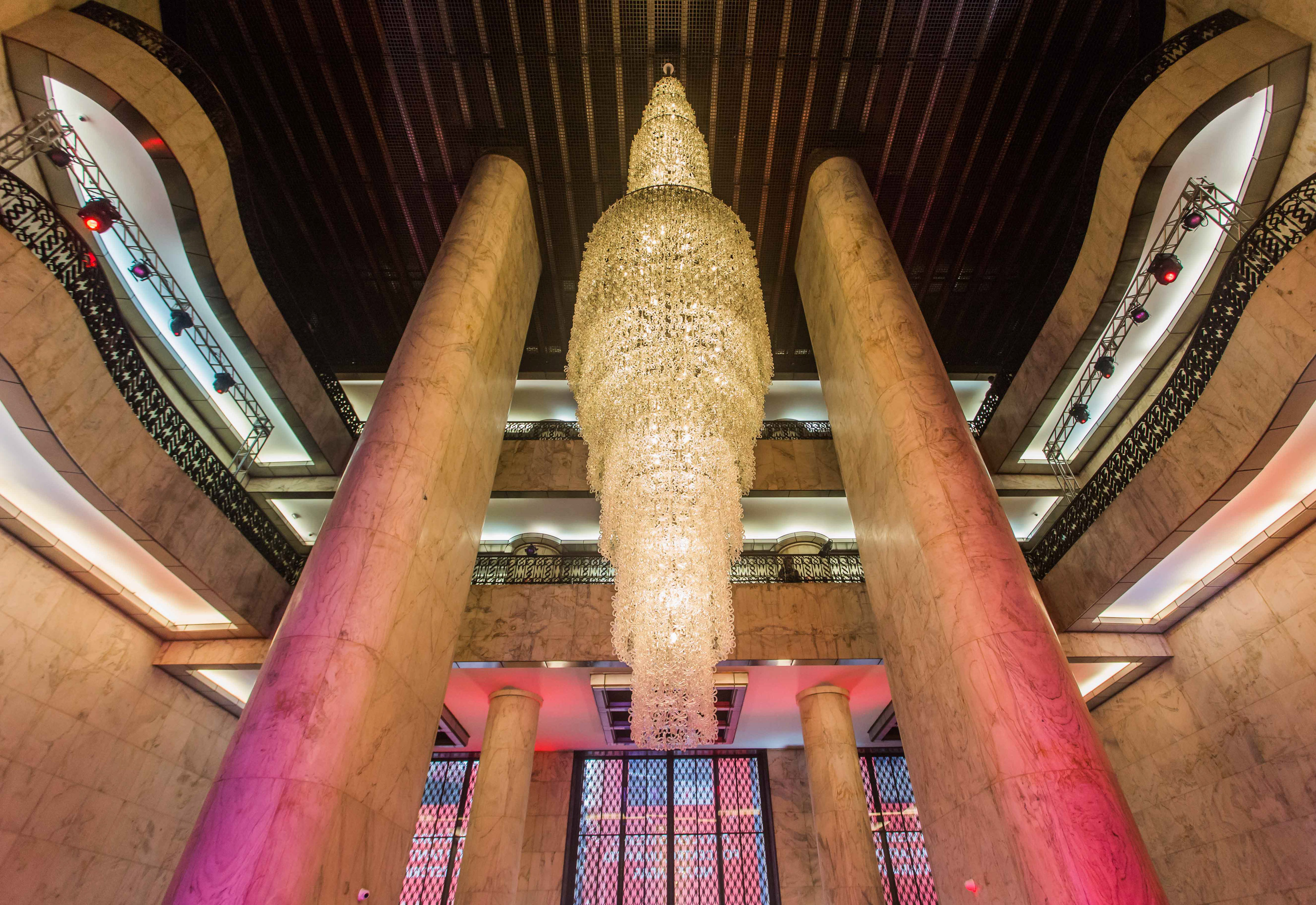
Lustre instalado no hall do prédio em 1988.

### Alterações
Com o passar dos anos o edifício não sofreu muitas alterações externas notáveis, apenas passou por limpezas e reconstituição das fachadas, ganhando também uma nova iluminação. Já na parte interna sofreu diversas alterações que exigiram intervenção do Museu Banespa, quando algumas áreas do edifício foram tombadas, para protegê-las de modificações que pudessem alterar suas características originais.
No prédio funcionou também o Museu Banespa, inaugurado em 1965 e reúne a história do banco desde sua inauguração em 1909 como Banco de Crédito Hipotecário e Agrícola do Estado de São Paulo até os dias atuais, perto de completar 110 anos. O museu possui 993 objetos e mobiliários, 1 003 obras, 98 fotografias assinadas, 66 tapetes orientais e nacionais entre outros itens.
Na década de 1970, o edifício ganhou uma cinta de alumínio em volta de sua torre, onde foi concedido o logotipo do Banco Banespa. Foi também nesse período que o prédio ganhou a bandeira do estado de São Paulo no topo, a qual é trocada frequentemente devido as fortes ventanias que assolam o topo do edifício. Em 1988, um lustre de três metros de altura e 1,5 tonelada foi instalado no hall de entrada do edifício. Tal peça conta como 150 lâmpadas e cerca de dez mil acessórios de cristal.

### Venda do Banespa e tombamento
No ano de 2000, o Banespa foi privatizado, sendo vendido ao Banco Santander Central Hispano, ocupando o 2º e 3º andar do edifício. Porém, para evitar represálias, respeitando a tradição do povo paulistano, os novos donos não fizeram nenhuma alteração significativa na fachada do edifício. A partir de sua privatização, passou a abrigar um museu onde encontra-se mais de dois mil objetos que participam da história de quase 100 anos de existência e originou ali o Banco Hipotecário e Agrícola do Estado de São Paulo.
Em 2011, o edifício foi tombado pelo patrimônio histórico de São Paulo. O órgão do patrimônio histórico, Condepraat, preserva integralmente a fachada e o terraço do edifício e os cinco pisos do empreendimento.

### Reforma em 2017
Em 2017, o Banco Santander anunciou que estava reformando o prédio. O local será relançado como farol e espaço cultural. Em 25 de janeiro de 2018, no aniversário da cidade de São Paulo, o Banco Santander - proprietário do edifício - inaugurou um centro cultural nominado "Farol Santander" trazendo uma pista de skate no 21° andar, que pode ser alugada hora e uma arena de debates no 8° andar, que comporta até 100 pessoas e receberá, todos os sábados, palestras sobre empreendedorismo e cidades, com os andares 22 e 23 dedicados a exposições temporárias. O prédio tem um mirante e até um apartamento amplo de luxo que pode ser alugado por R$ 3 500 a diária.

## Características

### Torre Banespa

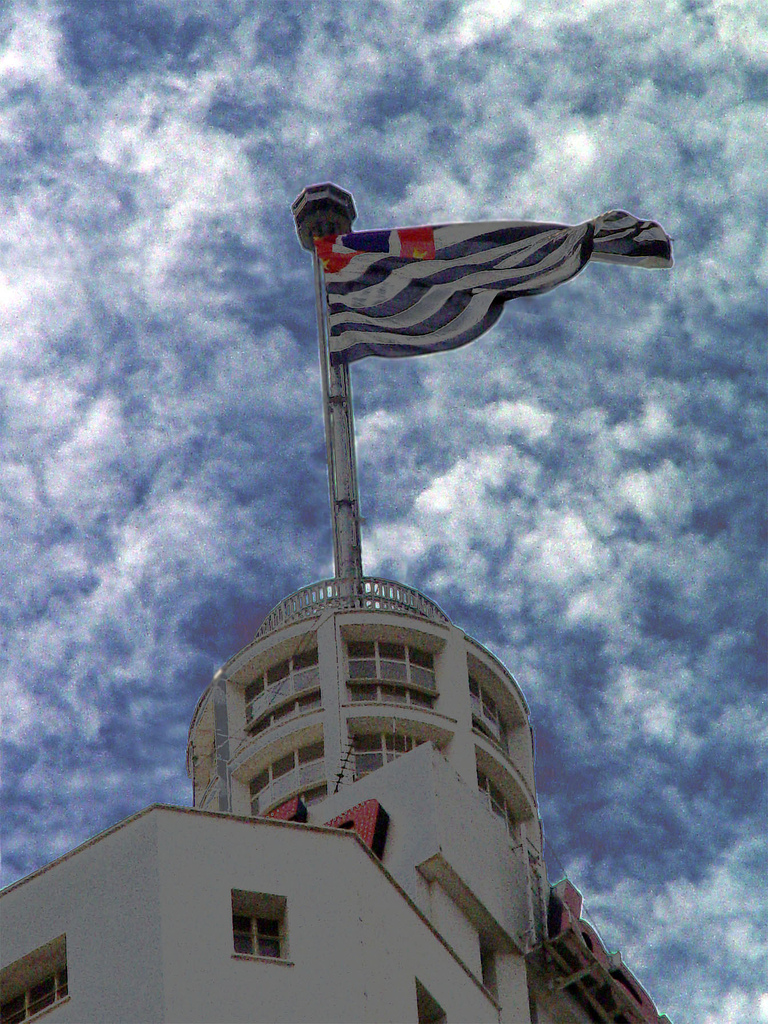
A bandeira paulista no topo do edifício

A Torre Banespa é um dos destaques do edifício. Situada no ponto mais alto do prédio, acessível a partir do 34º andar, ela permite uma privilegiada vista panorâmica da cidade, com um alcance de até 40 quilômetros, sendo possível ver outros marcos importantes da cidade, como o Mercado Municipal, a Catedral da Sé, e até mesmo os edifícios Itália, Copan e Hilton.
O Mirante do Vale concluído em 1960, e que apesar de não ser muito conhecido, é o segundo edifício mais alto do Brasil. Além de diversos bairros vizinhos. Isso tudo é possível também pois, apesar de não ser o prédio mais alto, ele está situado no ponto topograficamente mais alto do centro de São Paulo.

No final dos anos 1970 a torre ganhou em volta de sua base uma cinta de alumínio, onde foi fixado o logotipo do banco. E no topo de edifício encontra-se uma bandeira do estado de São Paulo medindo 7,20 metros de largura por 5,40 de altura, sendo trocada mensalmente por conta do desgaste provocado pelos fortes ventos àquela altura. Em 1988, chegou belíssimo saguão do edifício um lustre de cristal, ele possui 13 metros de altura, 10 mil peças de cristal e 1,5 toneladas, feito no formato do edifício.

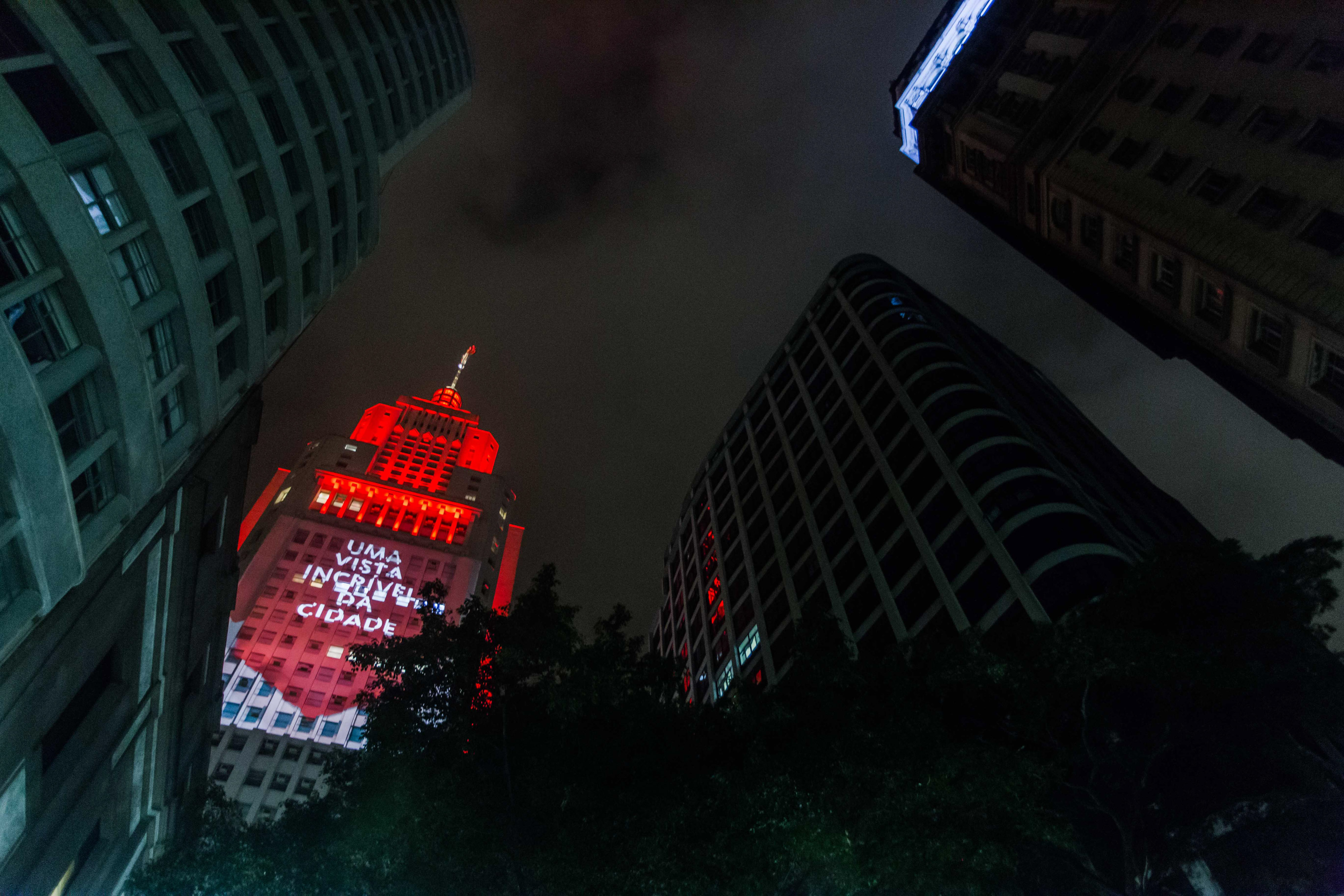
Edifício iluminado para a inauguração do Farol Santander

No fim do mês de junho do ano de 2015 o edifício foi temporariamente fechado para visitação do público em geral, alegando-se para isto a realização de reformas.

### Farol Santander
O térreo, acessado pela Rua João Brícola, 24, conta com o hall de entrada, onde os visitantes podem admirar a decoração art decó, o pé direito de 16 metros e um lustre de 13 metros e uma tonelada instalado em 1988. No 2º andar há um túnel onde vários painéis gigantes exibem um vídeo sobre a história do prédio e da cidade de São Paulo. No 3º andar serão reproduzidos os guichês de banco e as salas de atendimento ao público. Através de totens, é possível simular a abertura de uma conta bancária como era feito em 1940. No 5º andar é possível ver os retratos pintados dos presidentes do Banco Agrícola antes de virar Banespa e, depois, Santander. O ambiente ainda tem os antigos móveis como mesas, cadeiras, tapetes usados nas reuniões da diretoria do Banespa, sendo que os móveis de jacarandá foram feitos no Liceu de Artes e Ofícios de São Paulo. No 8º andar, a Arena de Economia Criativa será um local dedicado para debater assuntos de empreendedorismo e economia.
A pista de skate localizada no 21.º andar foi idealizada por Robert Dean Silva - ou Bob Burnquist um skatista brasileiro-americano. Os 22º e 23º andares tem 330 m² e estão dedicados a exposições de arte imersiva, sempre com artistas nacionais e internacionais. O 25.º andar tem um loft que funciona como um apartamento com mais de mais de 335 m² e decoração art déco. Qualquer pessoa pode se hospedar no local, a uma diária de cerca de 3 500 reais. No 26.º andar, há um mirante, onde é possível contemplar a cidade a uma altura de 160 metros. O artista paulistano Vik Muniz fotografou o prédio do mirante e com várias paisagens. As fotos foram ampliadas e viraram 6 painéis de 150x200 cm e 1 painel complementar de 100x2015 cm. A instalação lembra uma vista 360º. Junto ao mirante, será inaugurado um café.